# والتر براون (لاعب كرة قدم)
والتر براون (بالإنجليزية: Walter Brown)‏ (1 يناير 1867 في المملكة المتحدة - ) هو لاعب كرة قدم بريطاني (وحمل سابقاً جنسية المملكة المتحدة لبريطانيا العظمى وأيرلندا) في مركز الهجوم. لعب مع برمنغهام سيتي.

## وصلات خارجية
- والتر براون على موقع قاعدة بيانات كرة القدم.إي يو (الإنجليزية)